# カフカス総督府 (1785年-1796年)
カフカース総督府（ロシア語: Кавказское наместничество）は、1785年から1786年まで現在のアストラハン州にほぼ相当する地域に設置されたロシア帝国の軍政機関。

## 概要
1785年にロシア皇帝エカチェリーナ2世によって、旧アストラハン県の県域を対象に設置された。エカチェリーナ2世の布告:『カフカース県とアストラハン県の二つから構成される地方行政区のカフカース地域においての再編成について』に基づき設置された。設置の際、タヴリチェスカヤ県に属する一部の地域を編入している。
総督 (副王)が常駐する総督府の本部は、当時エカチェリノグラード (Екатериноград) と名付けられていた現在のエカチェリノグラードスカヤ村に置かれたが、1790年4月30日にアストラハンに移転されている。総督府の領域は、ヴォルガ川とドン川の下流域から北カフカース山脈の一部のクバチーとテレク川流域までに至る草原一帯に及んでいた。
1796年にロシア皇帝パーヴェル1世によって、総督府は廃止されている。旧総督府領は、再設置されたアストラハン県がほぼ引き継ぐこととなった。

## 歴代総督
5人の副王または総督府の長官が在任している。
| 任期                                      | 名前                                       | 生没年        |
| ----------------------------------------- | ------------------------------------------ | ------------- |
| 1785年–1787年                             | パーヴェル・ポチョムキン                   | 1743年–1796年 |
| 1787年–1788年                             | ピョートル・アブラモヴィッチ・テッケリ     | ?−1793年      |
| 1788年–1788年                             | イヴァン・ペトロヴィッチ・サルティコフ     | 1730年–1805年 |
| 1788年–1790年                             | アントン・ボグダノヴィッチ・ドゥ・バルム   | 1741年–1790年 |
| 1790年–1796年 1796年–1798年 1806年–1809年 | イヴァン・ヴァシリェヴィッチ・グドヴィッチ | 1732年–1820年 |